# 光叶闽粤悬钩子
光叶闽粤悬钩子（学名：Rubus dunnii var. glabrescens）为蔷薇科悬钩子属下的一个变种。

## 扩展阅读
- 維基物種上的相關：光叶闽粤悬钩子